# Новый Усад (Рузаевский район)
Новый Усад — село в составе  Русско-Баймаковского сельского поселения Рузаевского района Республики Мордовия.

## География
Находится на расстоянии примерно 13 км на запад от районного центра города Рузаевка.

## История
Известно с 1869 году как казенная деревня Инсарского уезда из 80 дворов.

## Население
Постоянное население составляло 96 человека (мордва-мокша 97%) в 2002 году, 80 и в 2010 году .